# Gabriel Fumet
Pour les articles homonymes, voir Fumet.
Gabriel Fumet est un flûtiste français né à Juilly (Seine-et-Marne) le 2 novembre 1937 et mort dans le 12e arrondissement de Paris le 19 janvier 2024.

## Biographie
Il fait ses études musicales au Conservatoire national supérieur de musique et de danse de Paris où il obtient un 1er prix de flûte (classe de Gaston Crunelle), un 1er prix de musique de chambre (classe de Fernand Oubradous) et est sélectionné pour le cycle de perfectionnement en musique de chambre.
Dès le début de sa carrière de concertiste, lors du premier festival de Corse en 1967, en compagnie du pianiste Jean-Bernard Pommier, du violoniste Jean Mouillère, du quatuor Via Nova, de la harpiste Martine Géliot, etc.
En mars 2005, Gabriel Fumet est invité à Saint-Pétersbourg pour un récital de musique française à l’occasion de la création mondiale des Saisons pour chœur de son grand-père Dynam-Victor Fumet par l’ensemble vocal Yulia Khutoreskaya en collaboration avec La Toison d’art.
Gabriel Fumet a aussi fait connaître la musique de son père Raphaël Fumet (1898-1979) et celle de son grand–père, Dynam-Victor Fumet (1867-1949), deux compositeurs.
Il a publié un livre, La Musique du silence, aux éditions Delatour consacré à ses ancêtres compositeurs.

## Discographie
- Jean-Jacques Naudot, 3 concertos pour flûte et orchestre, orchestre de chambre Jean-Louis Petit ; Gabriel Fumet : flûte ; Olivier Alain : clavecin.
- Michel Blavet, 4 Sonates pour flûte et clavecin, op.2, La lumagne, L’Henriette, Le chauvet, La vibray. Gabriel Fumet : flûte ; Jean-Louis Petit : clavecin.
- Gabriel Guillemain, Conversations galantes et amusantes (3 sonates en quatuor). Gabriel Fumet : flûte ; Jean-Louis Petit : réalisation de la basse continue ; Ensemble instrumental Jean-René Gravoin.
- Chefs-d’œuvre baroques du XVIIIe siècle, Bach, Albinoni, Pachelbel, Gluck, Mozart, Pergolèse, Marcello, Hændel. Gabriel Fumet : flûte ; Jean-Paul Imbert : orgue.
- Antonio Vivaldi, Les 6 concertos pour flûte, op.10. Gabriel Fumet : flûte ; Jean Galard : orgue.
- Jean-Sébastien Bach, 7 Sonates pour flûte et clavecin. Gabriel Fumet : flûte ; Richard Siegel : clavecin.
- Raphaël Fumet, Cantate Biblique, Trio pour flûtes, Diptyque Baroque, Interpolaire, Quatuor pour flûtes, Lacrimosa, Ode concertante pour flûte et orchestre à cordes. Gabriel Fumet, Benoît Fromanger, Philippe Pierlot, Hubert de Villèle : flûtes ; Gérard Caussé : alto ; Michel Poulet : violoncelle ; Désiré N’Kaoua : piano ; Orchestre de chambre Jean-François Paillard.
- Sonates d'église pour flûte et orgue, Haendel, Bach, Lœillet, Corrette, Télémann, Vinci. Gabriel Fumet : flûte ; Jean-Paul Imbert : orgue.
- L’art de la monodie du grégorien au XXe siècle. Anonymes, Télémann, Bach, Stamitz, Andersen, Paganini, Debussy, Raphaël Fumet. Gabriel Fumet : flûte.
- Georg Friedrich Haendel, 6 sonates pour flûte et orgue. Gabriel Fumet : flûte ; Jean Galard : orgue.
- Bach et la flûte, Suite en si, Sonate en si mineur, 5e concerto brandebourgeois. Gabriel Fumet : flûte ; Orchestre de chambre Bernard Thomas.
- Gabriel Fumet en live sur France Culture. Schubert, Enesco, Prokofiev, R. Fumet, Dutilleux. Gabriel Fumet : flûte ; Henriette Puig-Roget : piano ; Martine Joste : piano ; Sylvie Dugas : piano.
- Chefs-d’œuvre baroques du XVIIIe siècle, Bach, Albinoni, Pachelbel, Gluck, Mozart, Pergolèse, Marcello, Haendel. Gabriel Fumet : flûte ; Jean-Paul Imbert : orgue.
- Dynam-Victor Fumet, 6 études caractéristiques, 2 valses, À la mémoire de Frédéric Chopin, Deux papillons, Nocturne, Le Rouet de la Vierge, Joie (scherzo de concert). Akiko Ebi : piano.
- Raphaël Fumet, Dynam-Victor Fumet. Prélude et Fugue, Nuit, Toccata, Miserere, Les Chariots d’Israël, Transsubstantiation, Feu de Gloire, Le Conciliabule des Arbres, Pâques d’Or. Jean-Paul Imbert aux grandes Orgues de Saint-Eustache.
- Prélude à l'après-midi d'un Faune : Renaissance de la flûte de Debussy à Poulenc. Debussy, Fauré, Enesco, Hue, Gaubert, Roussel, Poulenc, R.Fumet. Gabriel Fumet : flûte ; Erik Berchot : piano.
- Dynam-Victor Fumet, Les Chariots d’Israël, Le Conciliabule des Arbres, Adam et Ève, Canticum Novum, Feu de Gloire Frédéric Denis, aux Grandes Orgues de la cathédrale de Laon.
- Jean-Sébastien Bach Intégrale des sonates pour flûte et clavecin. Gabriel Fumet : flûte ; Richard Siegel : clavecin.
- Raphaël Fumet, Intégrale de l’œuvre pour orgue. Henri-Franck Beaupérin, aux Grandes Orgues de la cathédrale d’Angers ; Gabriel Fumet : flûte ; Hervé Noël : trompette.
- Dynam-Victor Fumet. 6 études caractéristiques, À la mémoire de Frédéric Chopin, Nocturne, Le Rouet de la Vierge, 2 valses, Deux papillons, Joie (scherzo de concert). Akiko Ebi : piano
- Pâques d'or. Dynam-Victor Fumet. Raphaël Fumet. Jean-Paul Imbert, aux Grandes Orgues de Saint-Eustache.
- Splendeurs du siècle baroque. Bach, Albinoni, Pachelbel, Marcello, Pergolèse, Gluck, Haendel, Mozart. Gabriel Fumet : flûte ; Jean-Paul Imbert : orgue.
- Raphaël Fumet, La musique de chambre : Quatuor pour bois, Danse Paysanne, Quintette à vents ; les Solistes de l’Orchestre National de France. Quatuor à cordes en la majeur ; Le Nouveau Quatuor de Saint-Pétersbourg. Réf. ME 0307/1.
- Raphaël Fumet, Intégrale de l’œuvre pour flûte. Gabriel Fumet, Benoît Fromanger, Philippe Pierlot, Hubert de Villèle : flûtes Désiré N’Kaoua, Ichiro Nodaïra, David Berdery : pianos Gérard Caussé : alto, Michel Poulet : violoncelle.
- Dynam-Victor Fumet,Œuvres pour chœur mixte : Les Quatre Saisons, Messe des Oiseaux, Messe Mariale, Doux Printemps, Pater Noster. Chœur des Nouvelles Voix de Saint-Pétersbourg, direction : Mikhaïl Golikov ; baryton solo : Gavriil Davydov.
- Adagios célèbres : Hændel, Bach, Albinoni, Marcello, Mozart, Gluck, Schubert. Gabriel Fumet : flûte ; Jean-Paul Imbert : orgue.
- Hommage à Raphaël Fumet. Gabriel Fumet : flûte ; Jean Galard : orgue ; Gérard Caussé : alto ;  Bruno Rigutto, Ichiro Nodaïra : pianos ; Jean Mouillère : violon ; Orchestre de Chambre Jean-Jacques Wiederker ; Violon solo : Anne Wiederker.
- Antonio Vivaldi, Les 6 concertos pour flûte op.10, version avec orgue. Gabriel Fumet : flûte ; Jean Galard : orgue.

### Publications
- Illustration musicale du Cid de Corneille - 4 mélodies pour flûte solo, Éditions Delatour France, 2011.
- La musique du silence ou la Dynastie des Fumet, Éditions Delatour France, 2008.
- The music of silence or The Fumet Dynasty, Éditions Delatour France, 2011.